# Angermuseum

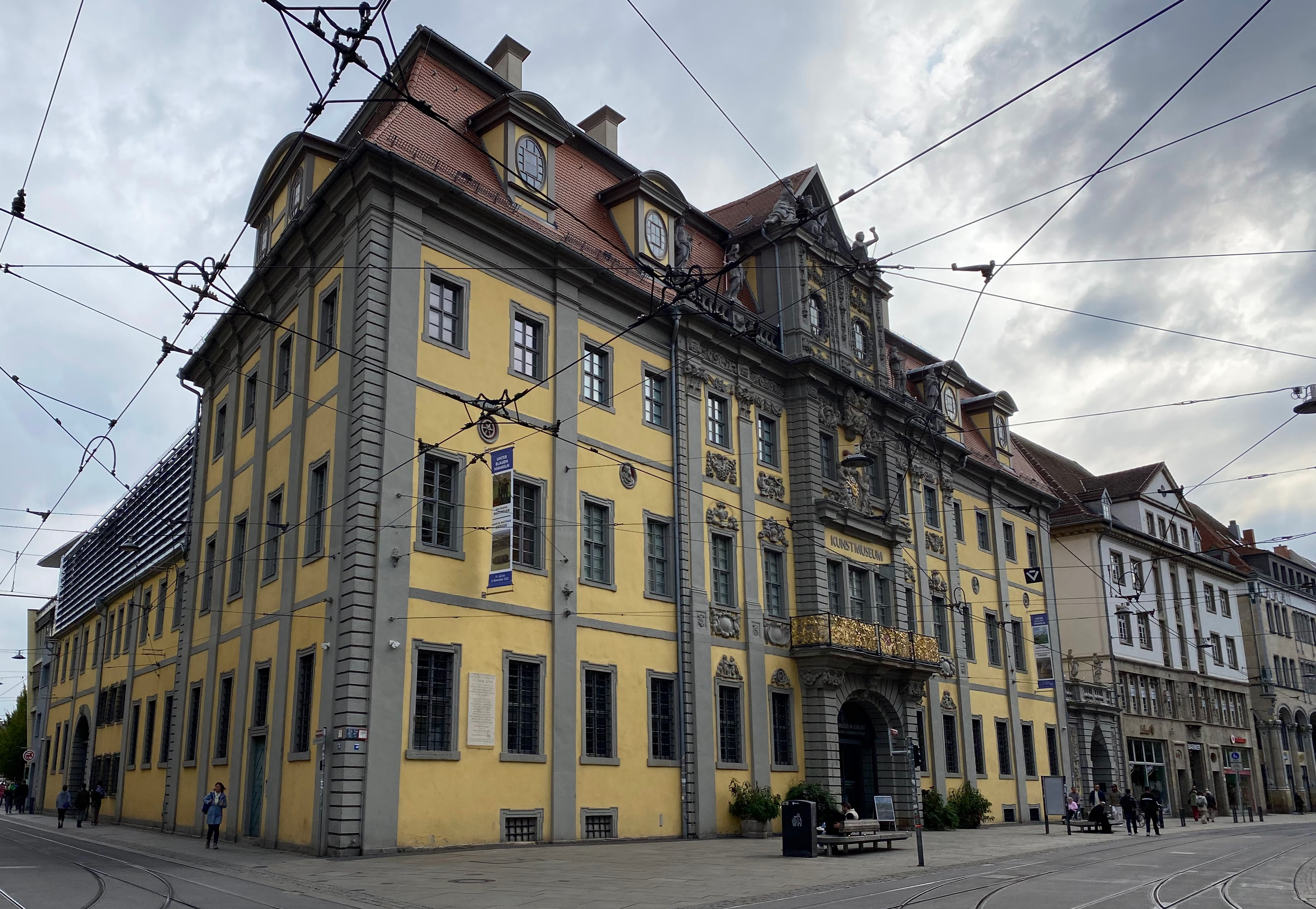
Das Angermuseum im September 2022

Das Angermuseum ist ein Kunstmuseum mit Gemälden, Musikinstrumenten und Skulpturen einschließlich Glaskunst, Grafiken und historischen Räumen in Erfurt. Es ist das erste städtische Museum der Stadt, wurde am 27. Juni 1886 feierlich eröffnet und ist in dem Gebäude untergebracht, das früher die öffentliche Waage Erfurts am Anger beherbergte. Die Waage war damals notwendig, damit eingehende Handelswaren entsprechend verzollt werden konnten. Ursprünglich wurde nur die Galerie in der ersten Etage für das Museum genutzt. Das Gebäude entstand 1706–1711 nach Plänen des Architekten Maximilian von Welsch. Es ist ein fränkisch beeinflusster Barockbau, in dessen Giebeldreieck sich St. Martin befindet, der Schutzpatron der Stadt.

## Geschichte
Die umfangreiche Sammlung von Werken des Malers Friedrich Nerly des Älteren wurde 1883 durch seinen Sohn, Friedrich Paul Nerly, der Stadt mit der Auflage geschenkt, ein Museum für die Präsentation der Sammlung zu gründen. Friedrich Nerly der Ältere war 1835 nach Venedig emigriert und hat danach ausschließlich noch Aquarelle und Zeichnungen der Stadt gemalt. Über 700 der in Italien entstandenen Werke sind Bestandteil der Sammlung des Angermuseums. Schwerpunkte der weiteren Sammlung bildeten zunächst – angeregt durch die Werke Friedrich Nerlys – Landschaftsmalerei, Porträt und Stillleben des 18. bis 20. Jahrhunderts.
Es ist eine Besonderheit des Museums, dass sich die Bürger für den Ausbau des Museums engagierten und nicht die Fürsten wie in Weimar und Gotha. Hier sind vor allem Familien wie die Familie Lucius sowie die Familie Stürcke zu nennen. Die „Honoratiorenschicht aus Besitz- und Bildungsbürgern“ bestimmte für lange Zeit auch das Gepräge und die Ausrichtung des Museums.
1912 übernahm der spätere Reichskunstwart Edwin Redslob die Museumsleitung, danach Walter Kaesbach. Kaesbach wurde beim Erwerb neuer künstlerischer Werke von dem jüdischen Schuhfabrikanten Alfred Hess unterstützt, der den Ankauf zahlreicher damals aktueller Werke von Malern wie Lyonel Feininger, Emil Nolde, Ernst Barlach, Gerhard Marcks, Max Pechstein und anderen ermöglichte und bewirkte, dass die Sammlung des Angermuseums als eine der größten des deutschen Expressionismus bekannt wurde. Seine Blütezeit erlebte das Museum in den zwanziger Jahren unter dem langjährigen Direktor Herbert Kunze.
Ein berühmtes Beispiel der damaligen Sammlung zum Expressionismus bildet der so genannte „Heckelraum“, den der Künstler Erich Heckel unter dem Motto „Lebensstufen“ in den Jahren 1922/24 mit expressionistischen Wandmalereien gestaltete. Sie zählen zu den „wichtigsten erhaltenen Wandbilder des deutschen Expressionismus“ und sind auch heute noch im Erdgeschoss des Museums zu besichtigen.
1937 wurden aus der Sammlung moderner Kunst des Museums in der Nazi-Aktion „Entartete Kunst“ die Werken einer großen Anzahl von Künstler beschlagnahmt. Viele davon wurden anschließend vernichtet. Auch kamen einige Werke während der Flucht der Familie Hess aus Deutschland abhanden. Es ist das Bestreben des Museums, diese Sammlung wiederherzustellen. So gelang es im Herbst 2017, Christian Rohlfs’ 1904 gemaltes Ölgemälde Weiden II, das sich ursprünglich seit 1918 im Museum befand, für 68.500 Euro zu erwerben.
1935 zog die Bibliothek aus dem Angermuseum aus, wodurch dieses nun über das gesamte Gebäude verfügen konnte. Ab 1944 ruhte der Museumsbetrieb, die Kunstwerke wurden wegen des Luftkriegs ausgelagert und dadurch vor den Bomben und dem Artilleriebeschuss gerettet.
1976/1977 erfolgte eine umfangreiche Restaurierung des Gebäudes.
Am 1. Juni 2010 wurde das Museum nach fünfjährigen Renovierungsarbeiten als Kunstmuseum der Landeshauptstadt mit der Sonderausstellung Natalja Gontscharowa. Zwischen russischer Tradition und europäischer Moderne in Zusammenarbeit mit der Stiftung Opelvillen Rüsselsheim und der Tretjakow-Galerie in Moskau wiedereröffnet.
Heute wird das Museum von der Vereinigung „Freunde des Angermuseums“ und dem Verein für Kunst und Kunstgewerbe mitgetragen und besitzt neben der Gemäldegalerie umfangreiches graphisches und kunsthandwerkliches Material.

## Künstler, deren Werke 1937 in der Aktion „Entartete Kunst“ aus dem Museum beschlagnahmt wurden
Jussuf Abbo, Alexander Archipenko, Oswald Baer, Ernst Barlach, Rudolf Bauer, Willi Baumeister, Walter Becker, Max Beckmann, Umberto Boccioni, Walther Bötticher, Jakob Friedrich Bollschweiler, Max Burchartz, Heinrich Campendonk, Josef Čapek, Carlo Carrà, Marc Chagall, Giorgio de Chirico, Charles Crodel, Béla Czóbel, Walter Dexel, Erich Dietrich (* 1890), Otto Dix, Johannes Driesch, Ewald Dülberg, Josef Eberz, Dietz Edzard, Ignaz Epper, Lyonel Feininger, Conrad Felixmüller, Walter Fernkorn (1887–1927), Ernesto de Fiori Oskar Fischer, August Gaul, Otto Gleichmann, Werner Gothein, Natalja Gontscharowa, Walter Gramatté, Rudolf Großmann, George Grosz, Alfred Hanf, Erich Heckel, Jacoba van Heemskerck, Walter Helbig, Otto Herbig, Curt Herrmann, Johannes Karl Herrmann, Emmy Hess (* 1878), Fritz Hetzeld, Heinrich Heuser, Werner Heuser, Reinhard Hilker, Ludwig Hirschfeld-Mack, Bernhard Hoetger, Karl Hofer, Eugen Hoffmann, Ludwig von Hofmann, Otto Hofmann, Vlastislav Hofman, Paul Holz, Hermann Huber, Karl Otto Hügin, Willy Robert Huth, Richard Janthur, Alexej von Jawlensky, Wassily Kandinsky, Georges Kars, Max Kaus, Anton Kerschbaumer, Ernst Ludwig Kirchner, Paul Klee, Walther Klemm, Robert Koepke, Moissey Kogan, Oskar Kokoschka, Georg Kolbe, Käthe Kollwitz, Alfred Kubin, Otto Lange, Werner Lange, Michail Larionow, Fernand Léger, Wilhelm Lehmbruck, Max Liebermann, August Macke, Emil Maetzel, Franz Marc, Gerhard Marcks, Georg Alexander Mathéy, Hans Meid, Ludwig Meidner, Hugo Meier-Thur, Carlo Mense, Hugo Meyer (1881–1941), Paula Modersohn-Becker, László Moholy-Nagy, Johannes Molzahn, Wilhelm Morgner, Georg Muche, Otto Müller, Heinrich Nauen, Emil Nolde, Karl Opfermann, Hans Orlowski, Alfred Partikel, Max Pechstein, Max Peiffer-Watenphul, Alfred Heinrich Pellegrini, Karl Pietschmann, Enrico Prampolini, Hans Purrmann, Thomas Ring, Emy Roeder, Karl Peter Röhl, Wolf Röhricht, Christian Rohlfs, Karl Rössing, Gerhard von Ruckteschell (1894–1970), Fritz Schaefler, Gustav Adolf Schaffer (1881–1937), Edwin Scharff, Oskar Schlemmer, Rudolf Schlichter, Karl Schmidt-Rottluff, Wilhelm Schnarrenberger, Georg Scholz, Siegfried Schott, Martha Schrag, Georg Schrimpf, Johannes Schulz, Martel Schwichtenberg, Kurt Schwitters, Richard Seewald, Arthur Segal, Lasar Segall, Gino Severini, Renée Sintenis, Max Slevogt, Milly Steger, Niklaus Stoecklin, Fritz Stuckenberg, Wilhelm Tegtmeier, Max Thalmann, Willi Titze, Arnold Topp, Oskar O. Treichel (1890–1975), Maria Uhden, Eberhard Viegener, Aloys Wach, Hans Walther, William Wauer, Emil Rudolf Weiß, Karl Friedrich Zähringer und Elisabeth Zeiss.

## Sammlungsschwerpunkte

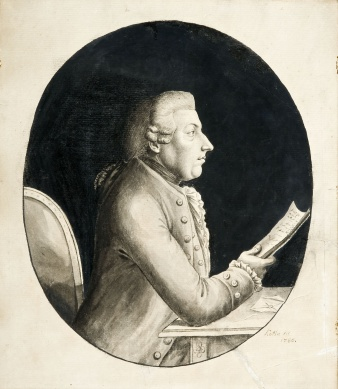
Bildnis des Kaufmanns Christian Nonne;
Tuschzeichnung von Franz Kotta, 1785, im Besitz des Angermuseums

- Mittelaltersammlung: Erfurter und Thüringer Kunst des Mittelalters, Skulptur, Malerei, Kunsthandwerk

Zu der Sammlung mittelalterlicher Kunst gehören Werke aus der Blütezeit der Erfurter Kunst in der zweiten Hälfte des 14. Jahrhunderts, darunter vier Altartafeln der Augustinerkirche und Sandsteinskulpturen aus der Werkstatt des Meisters des Severisarkophags. Acht Tafelgemälde, darunter die kleine Tafel Christus als guter Hirte (um 1540/1550) sowie die Gemälde Lasset die Kindlein zu mir kommen (um 1535) und Heilige Nacht (um 1540), und ein Flügelaltar werden Cranach und der Cranach-Werkstatt zugeschrieben.
- Gemäldesammlung: Deutsche Malerei vom 18. Jahrhundert bis heute

- Grafische Sammlung: Grafik und Zeichnungen aus fünf Jahrhunderten

Die Sammlung besteht aus mehr als 30.000 Werken. Sie umfasst vor allem Zeichnungen und Druckgrafiken der DDR. 2004 schenkte der Erfurter Grafiker Rudolf Franke, Mitbegründer der Erfurter Ateliergemeinschaft, dem Museum 14.000 druckgrafische Arbeiten. Es sind nicht nur Werke deutscher Künstler, sondern auch Arbeiten tschechischer und slowakischer Künstler zu sehen. Daneben sind vor allem Werke „unangepasster“ Künstler aus der DDR wie Gerhard Altenbourg, Hermann Glöckner und Roger Loewig Teile der Sammlung.
- Kunsthandwerkliche Sammlung: Fayencen, Glas, Porzellan, Möbel, zeitgenössischer Schmuck

Die Glassammlung des Museums umfasst über 800 Objekte aus mehr als acht Jahrhunderten. Es sind allerdings derzeit nur 122 Objekte in den Dauerausstellungen zu sehen: „Zu den bedeutendsten Werken zählen die aus der Barfüßerkirche stammenden Fragmente aus dem Tod des Franziskus (um 1250) sowie eine Scheibe mit dem Ritt der Heiligen Drei Könige (nach 1350) aus der Marienkirche in Salzwedel.“ Die kunsthandwerkliche Sammlung zeigt eine Vielzahl historischer Thüringer Fayencen. Auch Möbel und Musikinstrumente werden ausgestellt.

## Direktoren
- Alfred Overmann, 1901–1912
- Edwin Redslob, 1912–1919
- Walter Kaesbach, 1920–1924
- Herbert Kunze, 1925–1937
- Magdalene Rudolph, 1937–1945 kommissarisch
- Herbert Kunze, 1945–1963
- Karl Römpler, 1963–1977
- Rüdiger Helmbold, 1977–1990
- Frank Nolde, 1990–1998
- Jörk Rothamel, 1998–1999
- Wolfram Morath-Vogel, 2000–2011
- Kai-Uwe Schierz, 2011–2024
- Elke Anna Werner, seit Mai 2025

## Ausstellungen
- 2011: Ein Jahrtausend Elfenbein vom 5. bis 15. Jahrhundert. In Zusammenarbeit mit dem Hessischen Landesmuseum Darmstadt
- 2012: Tischgespräch mit Luther. Christliche Bilder in einer atheistischen Welt[13]
- 2013: Henry van de Velde. Ein Universalmuseum für Erfurt[14]
- 2014: Beobachtung und Ideal. Ferdinand Bellermann. Ein Maler aus dem Kreis um Humboldt[15]
- 2015: Widerschein – Die Farbfeldmalerin Christiane Conrad begegnet der Landschaftskunst des Angermuseums[16][17]
- 2015: Kontroverse und Kompromiss: Der Pfeilerbildzyklus des Mariendoms und die Kultur der Bikonfessionalität im Erfurt des 16. Jahrhunderts[18]
- 2015: Jacob Samuel Beck (1715–1778). Zum 300. Geburtstag des Erfurter Malers[19][20]
- 2016: Hans Purrmann (1880–1966). Die Farben des Südens[21]
- 2016: Ikonen. Das Sichtbare des unsichtbar Göttlichen[22]
- 2017: Luther. Der Auftrag. Martin Luther und die Reformation in Erfurt[23]
- 2017: Harald Reiner Gratz: Luthers Stein in Schmalkalden und andere Merkwürdigkeiten der deutschen Geschichte[24]
- 2017: Helmuth Macke. Im Dialog mit seinen expressionistischen Künstlerfreunden[25]
- 2018: Franz Markau (1881–1968) – Aspekte seines Lebenswerks[26]